# Plan Guanajuato
Plan Guanajuato är en ort i Mexiko.   Den ligger i kommunen León och delstaten Guanajuato, i den centrala delen av landet, 300 km nordväst om huvudstaden Mexico City. Plan Guanajuato ligger 1 766 meter över havet och antalet invånare är 2 136.
Terrängen runt Plan Guanajuato är en högslätt. Runt Plan Guanajuato är det ganska tätbefolkat, med 124 invånare per kvadratkilometer. Närmaste större samhälle är San Francisco del Rincón, 19,6 km nordväst om Plan Guanajuato. I omgivningarna runt Plan Guanajuato växer huvudsakligen savannskog.